# Détrier
Détrier ist eine französische Gemeinde mit 431 Einwohnern (Stand: 1. Januar 2022) im Département Savoie in der Region Auvergne-Rhône-Alpes (vor 2016 Rhône-Alpes). Sie liegt im Arrondissement Chambéry und dem Kanton Montmélian. Die Einwohner werden Destrolains oder Détrelins genannt.

## Lage
Détrier liegt etwa 20 Kilometer südöstlich von Chambéry am Fluss Bréda. Im Gemeindegebiet liegt der Lac Saint-Clair. Umgeben wird Détrier von den Nachbargemeinden Villaroux im Norden, Valgelon-La Rochette mit La Rochette im Norden und Nordosten, Arvillard im Osten, La Chapelle-du-Bard im Süden  und Südosten, Le Moutaret im Südwesten sowie La Chapelle-Blanche im Westen.

## Bevölkerungsentwicklung
| Jahr                       | 1962 | 1968 | 1975 | 1982 | 1990 | 1999 | 2006 | 2018 |
| -------------------------- | ---- | ---- | ---- | ---- | ---- | ---- | ---- | ---- |
| Einwohner                  | 190  | 198  | 194  | 209  | 209  | 286  | 326  | 429  |
| Quellen: Cassini und INSEE |      |      |      |      |      |      |      |      |